# Igensdorf

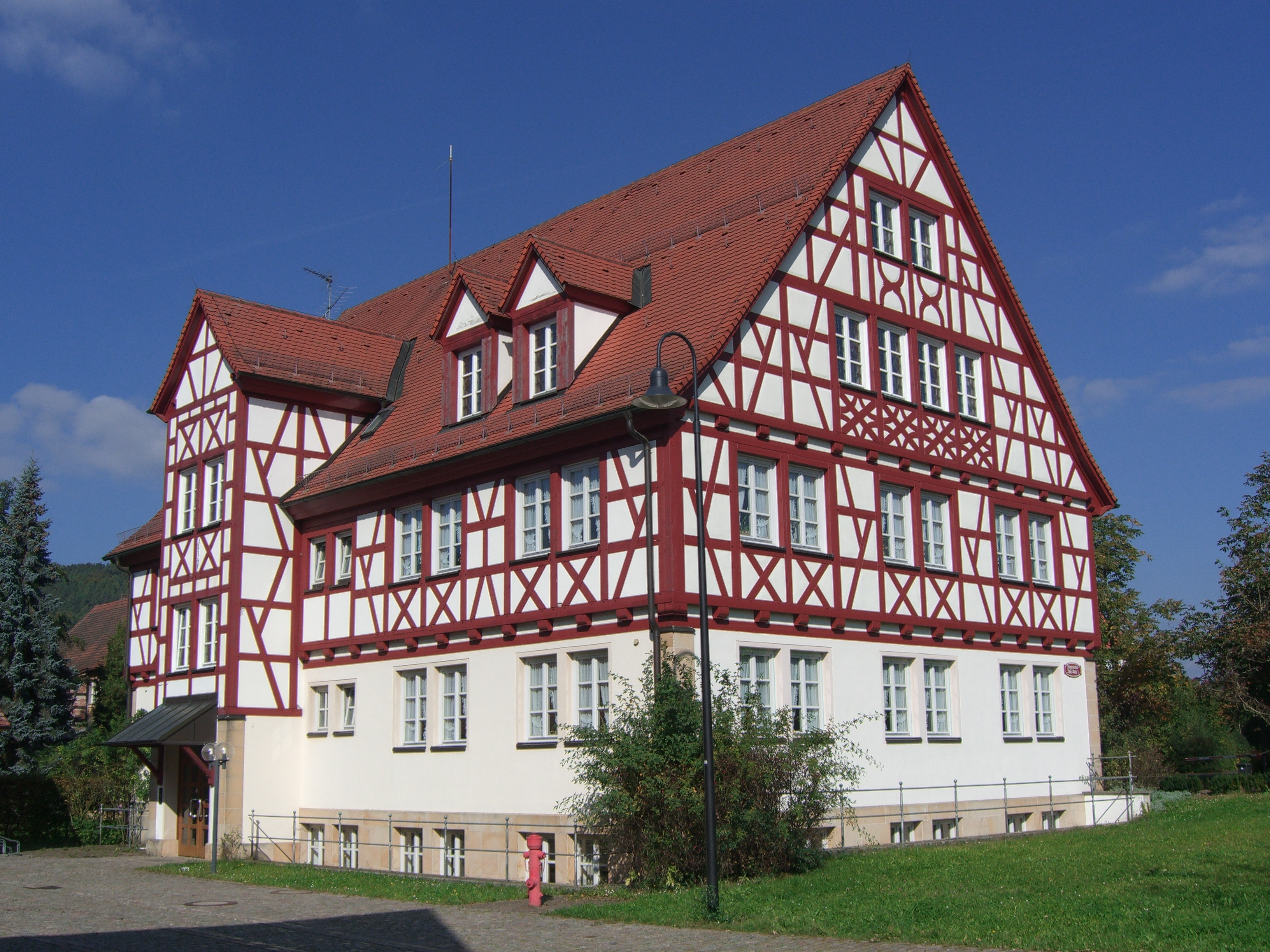
Igensdorf

Igensdorf este o comună-târg din districtul  Forchheim, regiunea administrativă Franconia Superioară, landul Bavaria, Germania.

## Orașe înfrățite
- Saint-Martin-la-Plaine, Franța din  1992